# Иона Хекс
Джона Хекс (англ. Jonah Hex) — персонаж, антигерой вестерн-комиксов, созданных Джоном Альбано и Тони ДеЗунига и издающихся по сей день компанией DC Comics. Впервые появился в 1972 году в комиксе All-Star Western, впоследствии переименованном в Weird Western Tales. Образ Джоны Хекса во многом схож с образами героев кинематографических спагетти-вестернов — Человека Без Имени и Джози Уэлса (оба — в исполнении Клинта Иствуда). Хекс — охотник за головами и наёмный убийца, он жесток и циничен, но, тем не менее, следует своему собственному кодексу чести, в который входит защита невинных и месть за них.
Главная отличительная черта Хекса — изуродованная правая часть лица. Ещё одна важная часть его образа — мундир кавалериста Конфедерации.
Получил своё имя в честь пророка Ионы, о чём говорится в комиксах.

## Биография персонажа
1 ноября 1838: Рождение Ионы Вудсона Хекса.
Июнь 1848: Мать Ионы сбегает с бродячим моряком.
Июль 1851: Отец-алкоголик продаёт Иону в рабство индейцам в обмен на шкуры или — по другой, более новой версии — в обмен на право пересечь индейские земли. (Периодически два тома комиксов о Ионе противоречат друг другу, и не всегда ясно, какая из версий верна).
1853: Пятнадцатилетний Иона спасает жизнь вождю, на которого напала пума. Вождь в качестве награды дарует Хексу свободу и признаёт его своим вторым сыном. Но у Ионы не складываются отношения с биологическим сыном вождя — Но-Танте
1854: Иона и Но-Танте совершают обряд инициации, заключающийся в том, чтобы тайком увести пони у соседнего племени индейцев Киова. Но-Танте выдает Хекса индейцам Киова и сбегает, сказав своему отцу, что Иону убили. Затем по одной версии Иону «спасают» белые охотники за скальпами: они убивают индейцев и тяжело ранят самого Хекса, оставляя его на верную смерть, после чего его подбирает и выхаживает траппер. По второй и более новой версии, Хекс самостоятельно побеждает Киова, но тем не менее не возвращается в свою деревню после этого.
1859: Иона собирается жениться на Кэсси Уэйнрайт, но за день до свадьбы её убивают индейцы.
Январь 1863: Иона участвует в бою за форт Чарлотт. Отряд Хекса берут в плен и жестоко убивают, Хексу удаётся бежать.
2 мая 1863: Иона случайно ранит генерала Стоунволла Джексона в руку; эта рана становится смертельной для Джексона.
23 апреля 1865: Хекс снова попадает в плен к союзным войскам в Линчбурге (Виргиния) вскоре после того, генерал Ли сдаётся Гранту.
1866: Хекс возвращается в своё племя и рассказывает о предательстве Но-Танте. Вождь решает, что спор должен быть решён в схватке на томагавках. Но-Танте подсовывает Хексу томагавк с повреждённой рукоятью, и во время боя томагавк ломается. Чтобы спастись, Хекс достаёт нож и убивает Но-Танте ножом. За нарушение правил вождь наказывает Хекса «меткой демона»: Ионе прижигают раскалённым томагавком правую половину лица и изгоняют его из племени.
Зима 1866: Иона впервые берётся за работу охотника за головами и выслеживает Бадди Кантвелла.
1874: В поисках пропавшей Лауры Уондэн Иона вновь сталкивается со своим бывшим племенем. Вождь ловит Хекса и обещает убить его на восходе, но Хекса спасает Молодой Белый Олень — бывшая девушка Хекса и вдова Но-Танте. Вождь убивает Молодого Белого Оленя; Хекс убивает вождя.
1875: Иона женится на Мэй Лин и обещает ей бросить работу охотника за головами.
1876: У Ионы рождается сын — Джейсон. Через месяц после рождения Джейсона Мэй Лин уходит от Хекса, забрав сына с собой.
1899: Иона встречает своего уже взрослого сына в Мексике. Иона узнает, что Мэй Лин умерла и что у него есть внук — Вудсон Хекс.
1904: Иона убит Джорджем Барроу. По некоторым данным, это не было честной дуэлью: Хексу выстрелили в спину, когда он играл в карты и наклонился, чтобы почистить свои очки. После этого местный шериф поймал Барроу и хладнокровно убил.

## Экранизации
В 1995 году Иона Хекс появляется во 2 серии 4 сезона мультсериала «Бэтмен» под названием «Проба сил». В ней он выступает центральным персонажем и охотится за преступником Аркадием Дювалем, сыном Ра'с аль Гула. В русском дубляже его имя было переведено как Джоан Хекс.
В 2005 году Иона Хекс появился в качестве второстепенного героя в 12 серии 3 сезона мультсериала «Лига справедливости» (серия «Однажды и вопреки, часть 1: Сказки Дикого Запада»).
Иона Хекс появился в мультсериале Бэтмен: Отважный и смелый в серии «Дуэль предателей»
В 2010 году вышел фильм «Джона Хекс», в котором роль Хекса исполнил Джош Бролин. В фильме у Хекса есть мистическая способность временно оживлять мёртвых через прикосновение, чем он пользуется в своей работе охотника за головами. Также у него кардинально изменена предыстория.
27 июля 2010 года как бонус к фильму «Бэтмен: Под красным колпаком» был выпущен короткометражный мультфильм «Витрина DC: Джона Хекс», в котором роль Хекса озвучил актёр Томас Джейн.
Иона Хекс появился в 11 серии 1 сезона, 6 серии 2 сезона, а так же 18 серии 3 сезона сериала «Легенды завтрашнего дня». Его роль исполнил актёр Джонатон Шек. Здесь его шрам более аккуратен, чем в оригинальных комиксах, и не обнажает зубы Хекса.